# Municipalidade Regional de Niagara

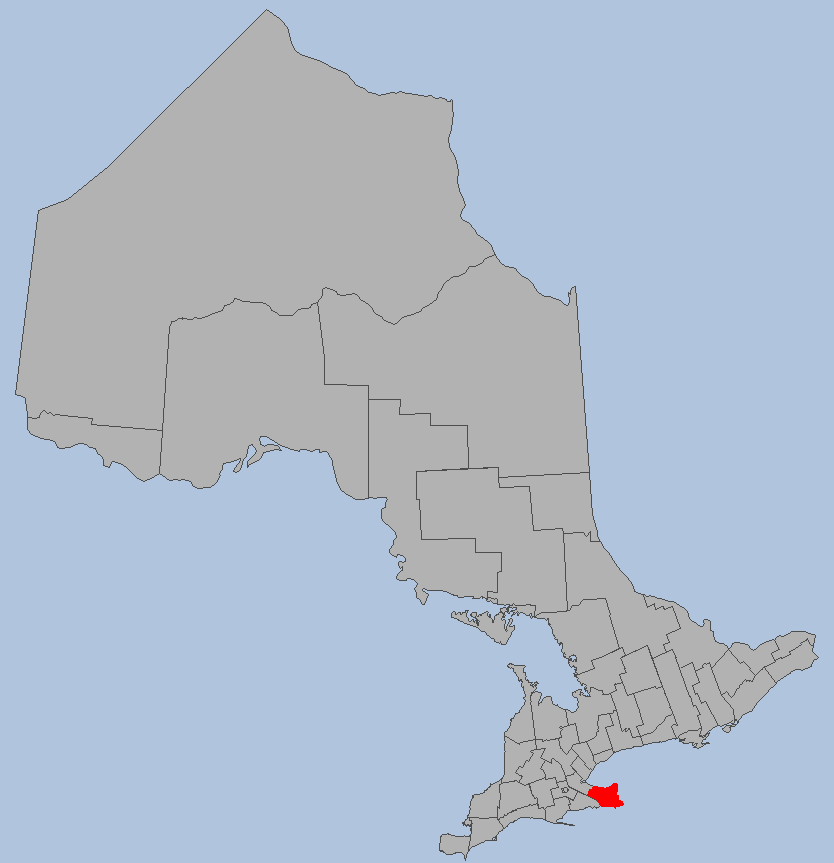
Localização da Municipalidade Regional de Niagara em Ontário.

A Municipalidade Regional de Niagara é uma região administrativa da província canadense de Ontário. Localiza-se entre os lagos Ontário e Erie, bem como está à beira do Rio Niágara. Fazem parte desta municipalidade regional as cidades de Niagara Falls, Port Colborne, St. Catharines, Thorold, Welland, Fort Erie, Grimsby, Lincoln, Niagara-on-the-Lake e Pelham. Sua capital é Thorold.
A Municipalidade Regional de Niagara possui uma área de 1 852 quilômetros quadrados, uma população de 410 570 habitantes e uma densidade demográfica de 220,4 hab/km². A Municipalidade Regional é famosa por abrigar as Cataratas do Niágara.